# Rørvik
Rørvik es una ciudad de Noruega y el centro administrativo del municipio de Nærøysund, en la provincia de Trøndelag.  La ciudad está situada en un paisaje costero típico y se compone principalmente de casas de madera antiguas y nuevas. Rørvik se encuentra en el extremo norte de Trøndelag y poco más de 4450 residentes viven en el área de la ciudad. El número de habitantes del municipio era a 1 de octubre de 2023 de 10.014. Rørvik ha sido una escala regular para Hurtigruten desde su creación en 1893, y Hurtigruten hacia el sur y el norte se reúnen allí todas las noches. El clima es marítimo, y muchos jardines privados tienen ciruelos y manzanos incluso aquí a 65°N de latitud.  

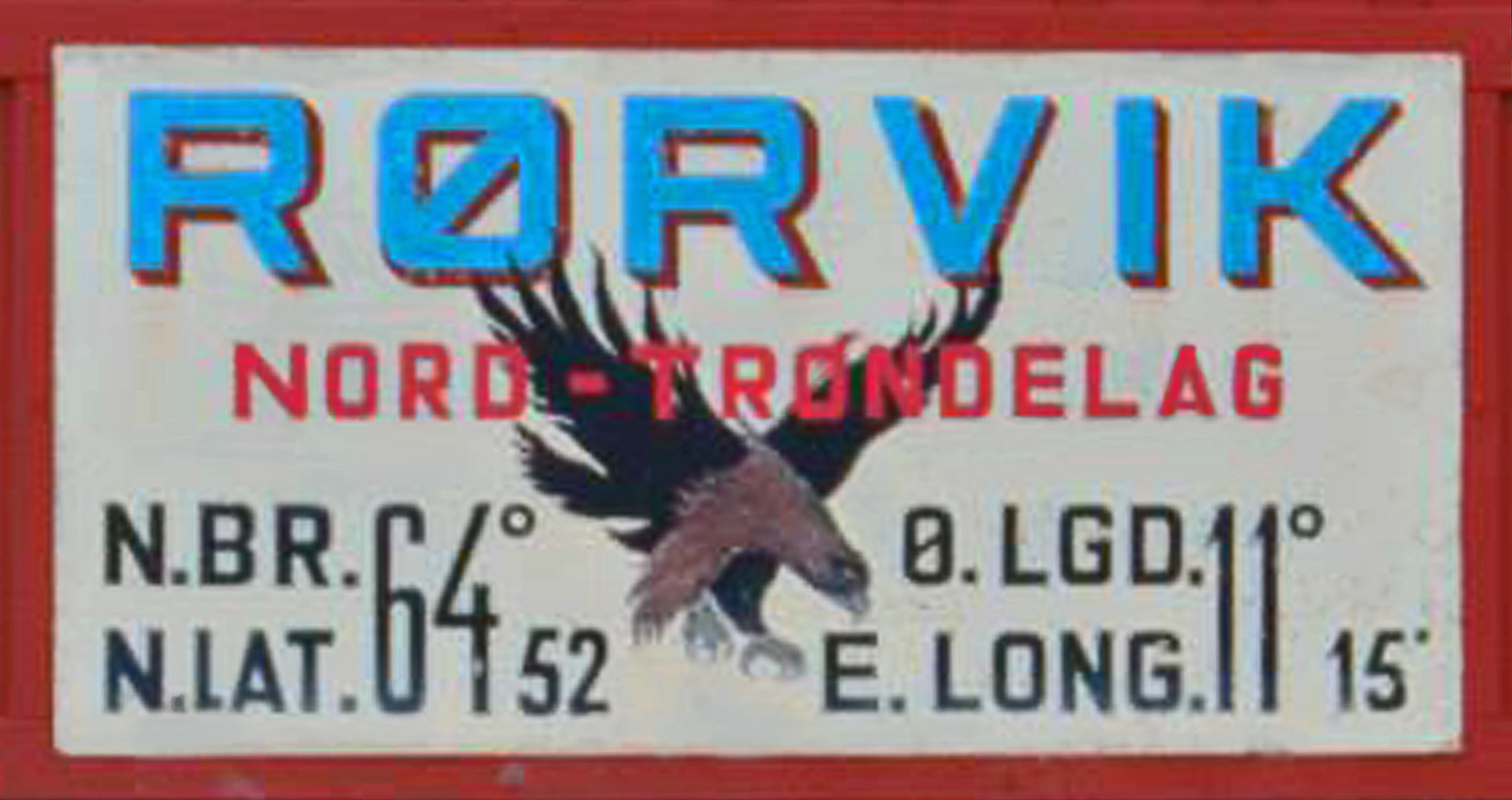

Rørvik se encuentra en la isla de Inner Vikna, que es la segunda más grande del grupo Vikna de 6000 islas, islotes y arrecifes. La ciudad está ubicada cerca de Nærøysundet, en el lado este de la isla. En Rørvik se encuentra el puente Nærøysund, que conecta Rørvik y Vikna con el continente. Desde Rørvik hay una conexión en lancha rápida hacia el sur hasta Abelvær y Namsos, y hacia el norte hasta Leka, y hay una conexión de autobús, p. Namsos, Grong (estación de tren) y Brønnøysund. El aeropuerto de Rørvik, Ryum tiene salidas diarias con Widerøe a Trondheim, Namsos y Oslo
Las industrias más importantes de Rørvik son la pesca, la maricultura y las telecomunicaciones. Además de un importante puerto pesquero, Telenor tiene aquí uno de sus centros de atención al público, que constituye el centro de trabajo más grande de la ciudad. El puerto de Rørvik es la instalación portuaria más grande del centro de Noruega con más de 15.000 escalas cada año. Rørvik es también un puerto de escala para muchos cruceros.

Rørvik es el centro escolar de la región. Aquí encontramos, entre otros, Ytre Namdal Videregående skole (escuela secundaria), Ytre Namdal Vocational School for Maritime Education, Safety Center Rørvik, que ofrece formación en seguridad para la gente de mar y Universitetet Nord - AkvaFleks, que ofrece posgrado y educación continua en acuicultura en la universidad. nivel. En la zona portuaria de Rørvik también se encuentra el InnovArena, un centro conjunto de oficinas y laboratorios para actividades de investigación y desarrollo.

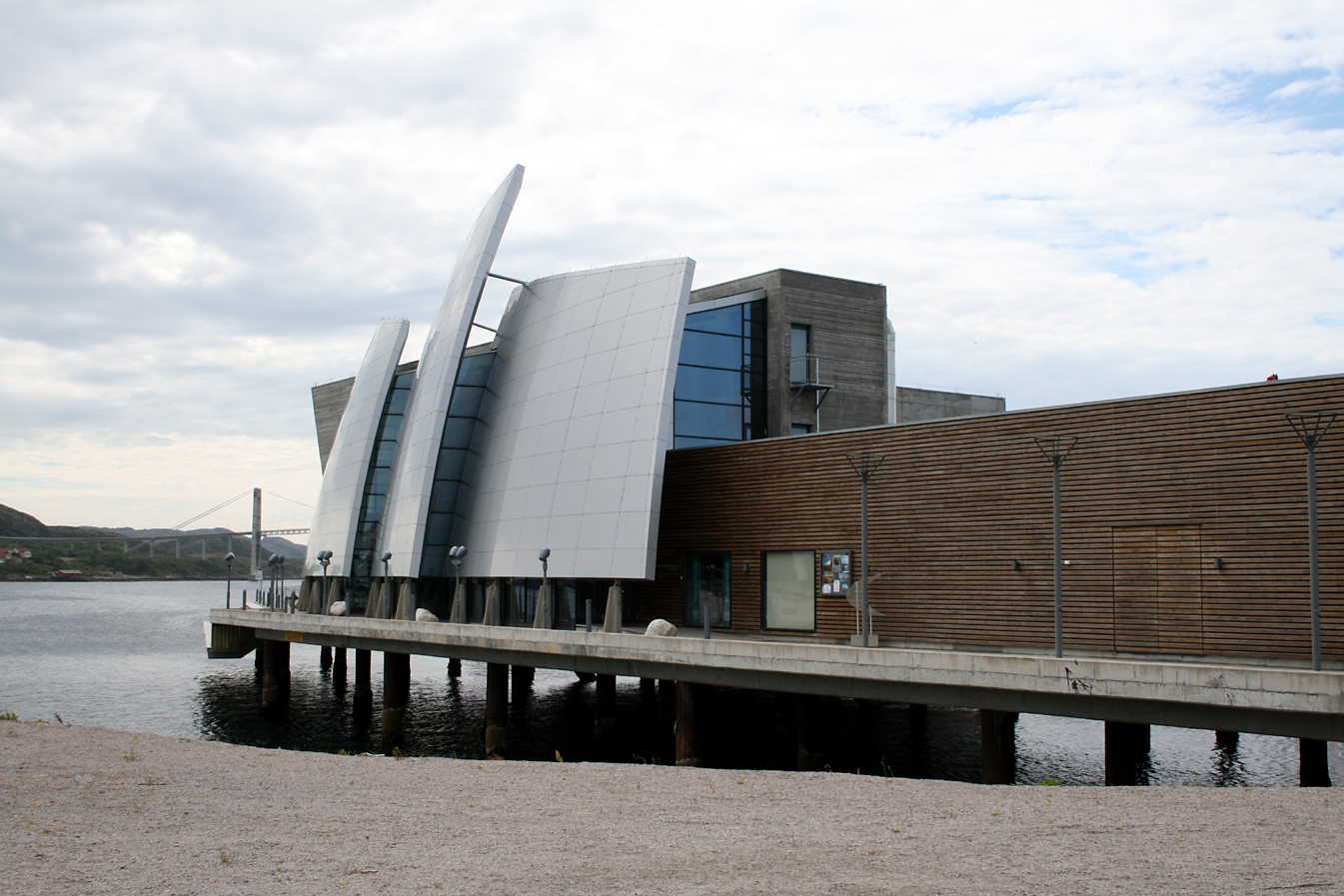
Museo Costero de Noruega

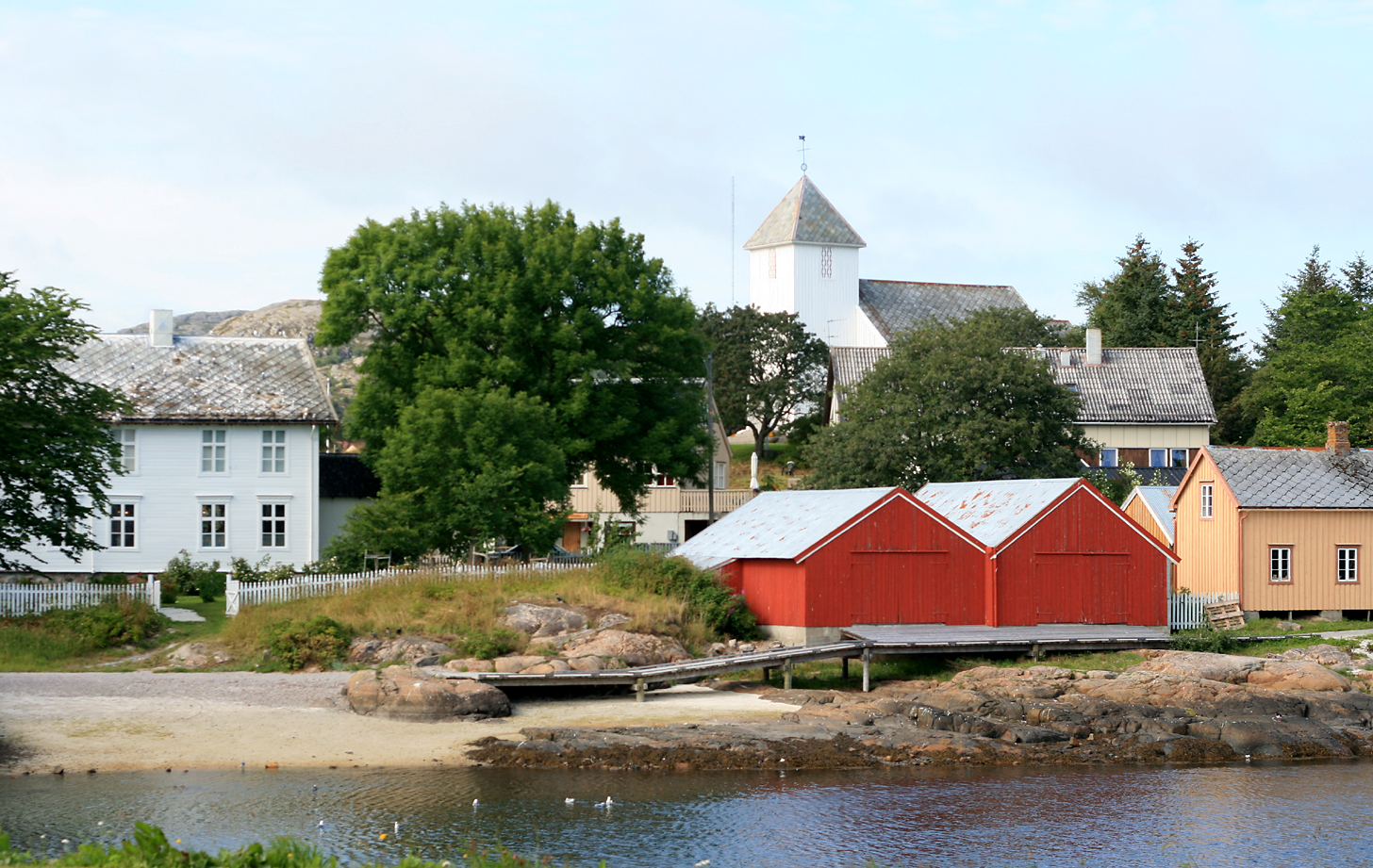
Berggården y la antigua iglesia

El Museo Costero de Norveg, con un centro de cultura costera y protección de barcos, se encuentra en Rørvik. El edificio del museo, aclamado por la crítica, fue diseñado por el arquitecto Guðmundur Jónsson. El museo también es propietario de la antigua casa comercial de Berggården en el centro de Rørvik y, junto con el municipio de Nærøysund, administra la mayoría de los edificios de importancia histórica en el albergue de pesca abandonado Sør-Gjæslingan. Sør-Gjæslingan consta de aprox. 80 islas, islotes y arrecifes. En ese momento, este era uno de los caladeros más grandes e importantes al sur de Lofoten, donde varios miles de pescadores podían reunirse durante la temporada. Sør-Gjæslingan fue protegido como entorno cultural nacional en octubre de 2010. Es posible hacer una excursión de un día a Sør-Gjæslingan en barco, y es posible pasar la noche allí en simples botes de remos. Para aquellos que vienen con su propio barco, es posible amarrar en el muelle de invitados en Flatholmen.
Rørvikdagan con festival de música, martna, parque de atracciones y otras actividades se organiza cada mes de julio.  
Skreifestivalen (el festival del bacalao), un festival de comida y cultura costera, se organiza en Rørvik todos los años desde 1998. Durante Skreifestivalen, el espectacular teatro al aire libre "Rørvik... el primer pueblo pequeño en una isla...” parte del presentación, la cultura costeña se muestra cada año. Luego, las luces se apagan en el centro de la ciudad y una historia dormida de un siglo de antigüedad cobra vida con todos sus ingredientes de magia, encanto, alegría y dolor. Este es un paseo por la ciudad algo inusual, con un teatro itinerante que escenifica la historia de toda una ciudad costera en 1907. 

Uno de los lugares más famosos para los turistas con Hurtigruta, la antigua iglesia de Rørvik, que fue arrasada en 2012. Ahora ha sido reemplazada por una nueva iglesia que fue consagrada en diciembre de 2019. 

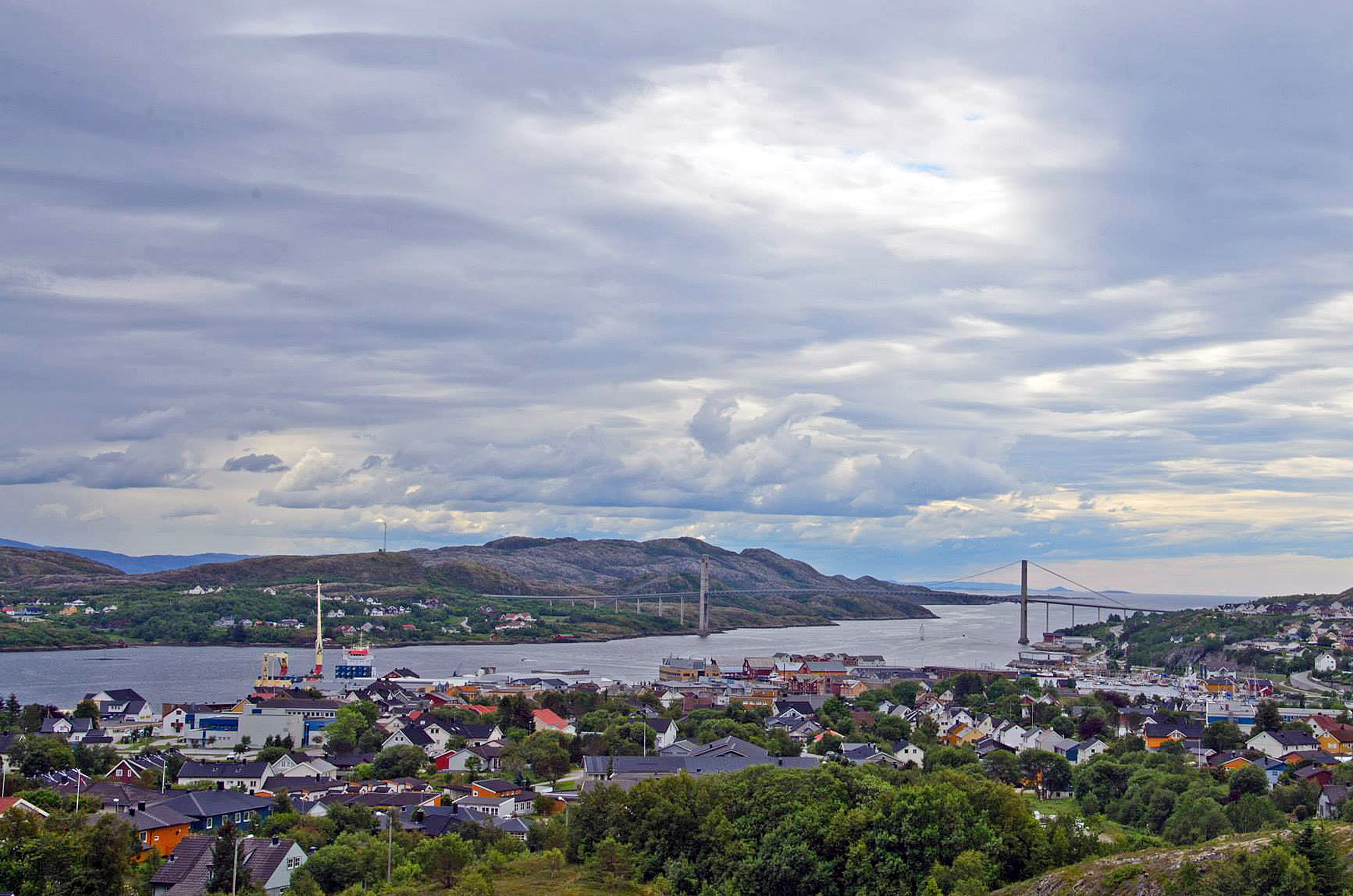
Rørvik - Vista desde la montaña de la ciudad Gluggen
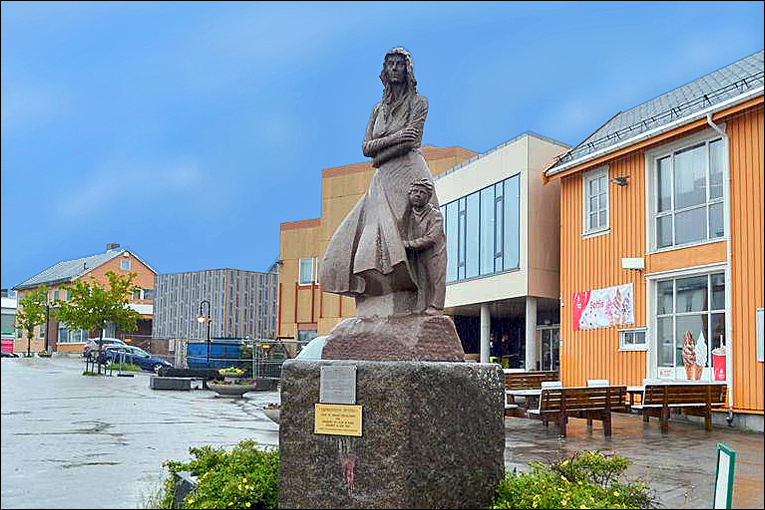
La mujer del marinero en la plaza vieja
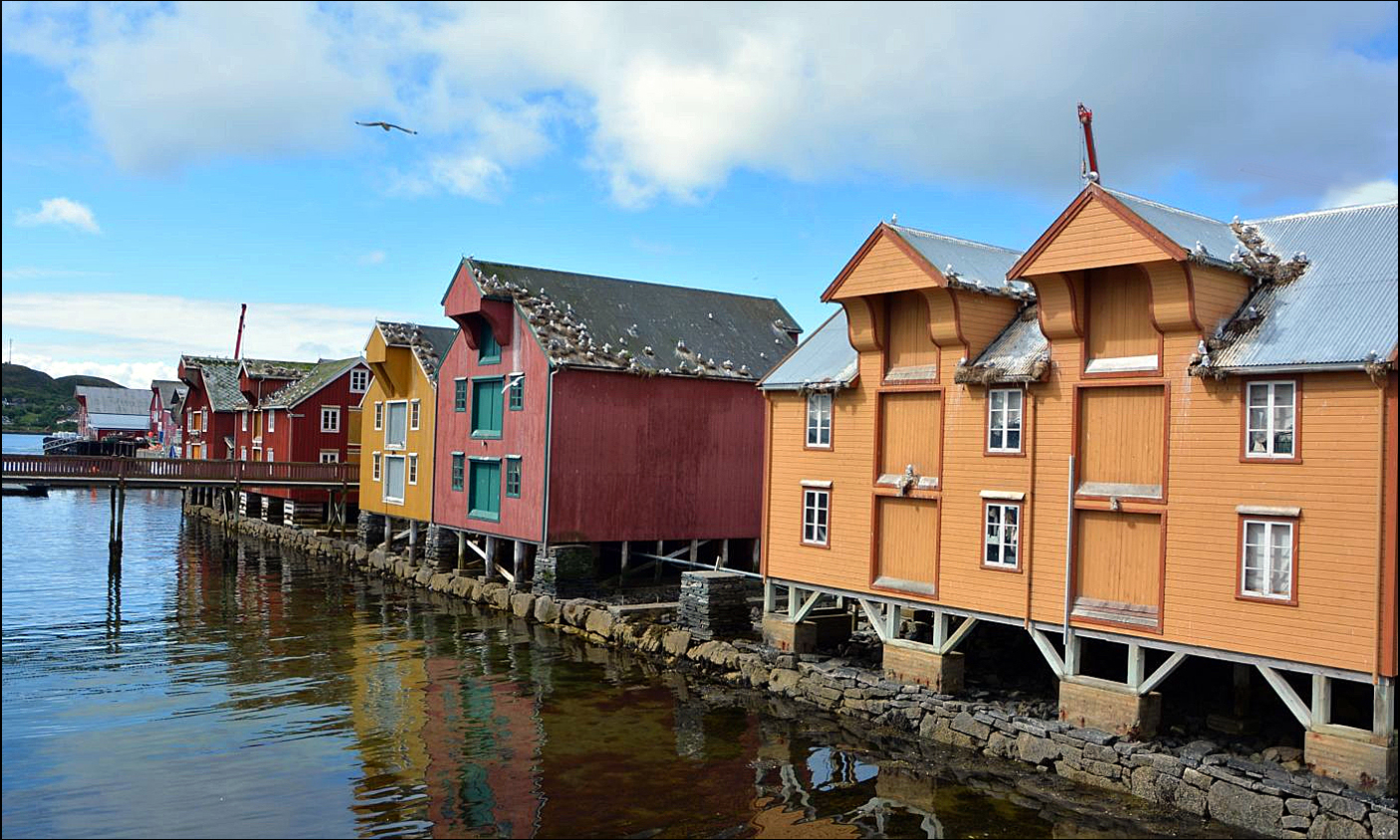
La hilera de casas del mar en el centro de la ciudad.
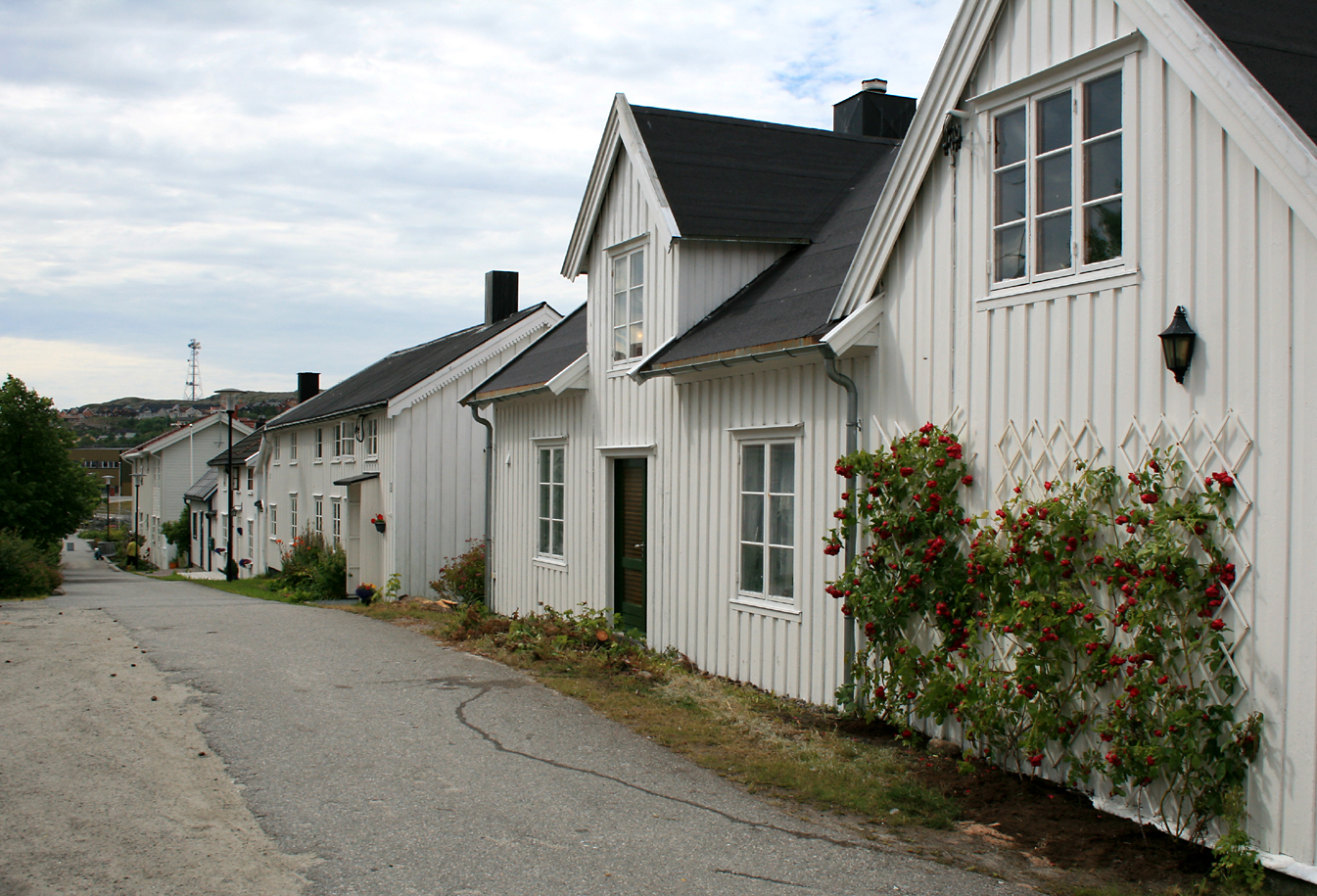
Desarrollo de casas pequeñas en Torggate (calle).
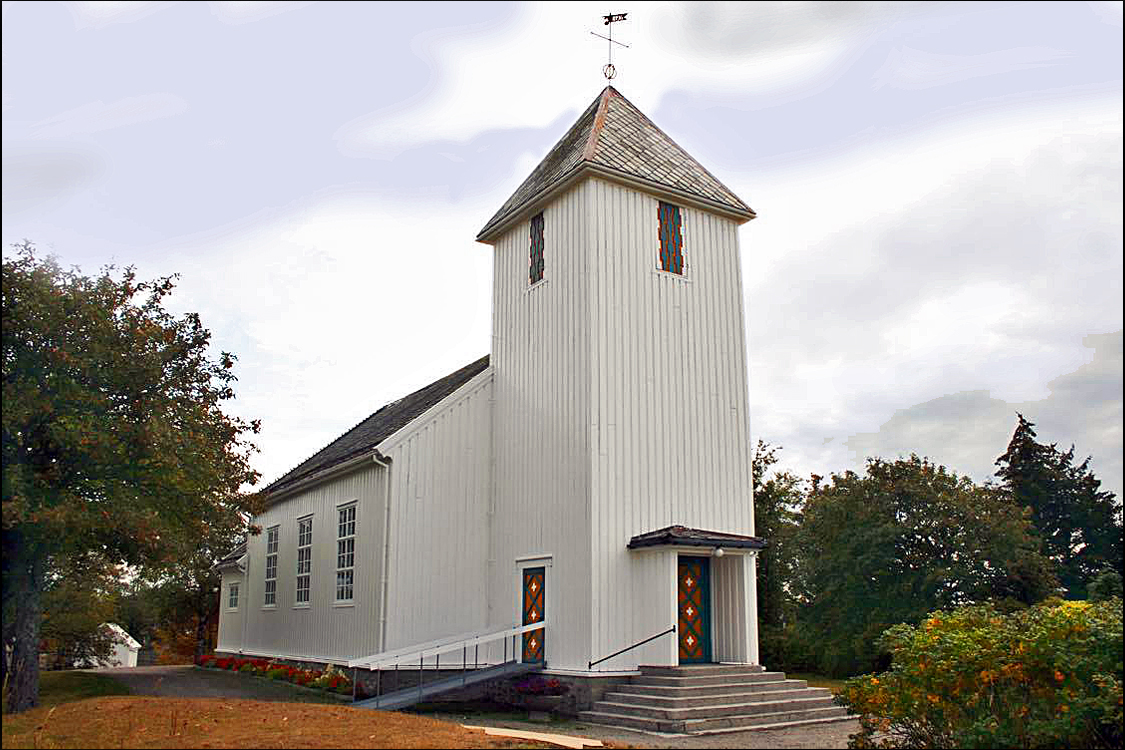
Antigua iglesia de Rørvik
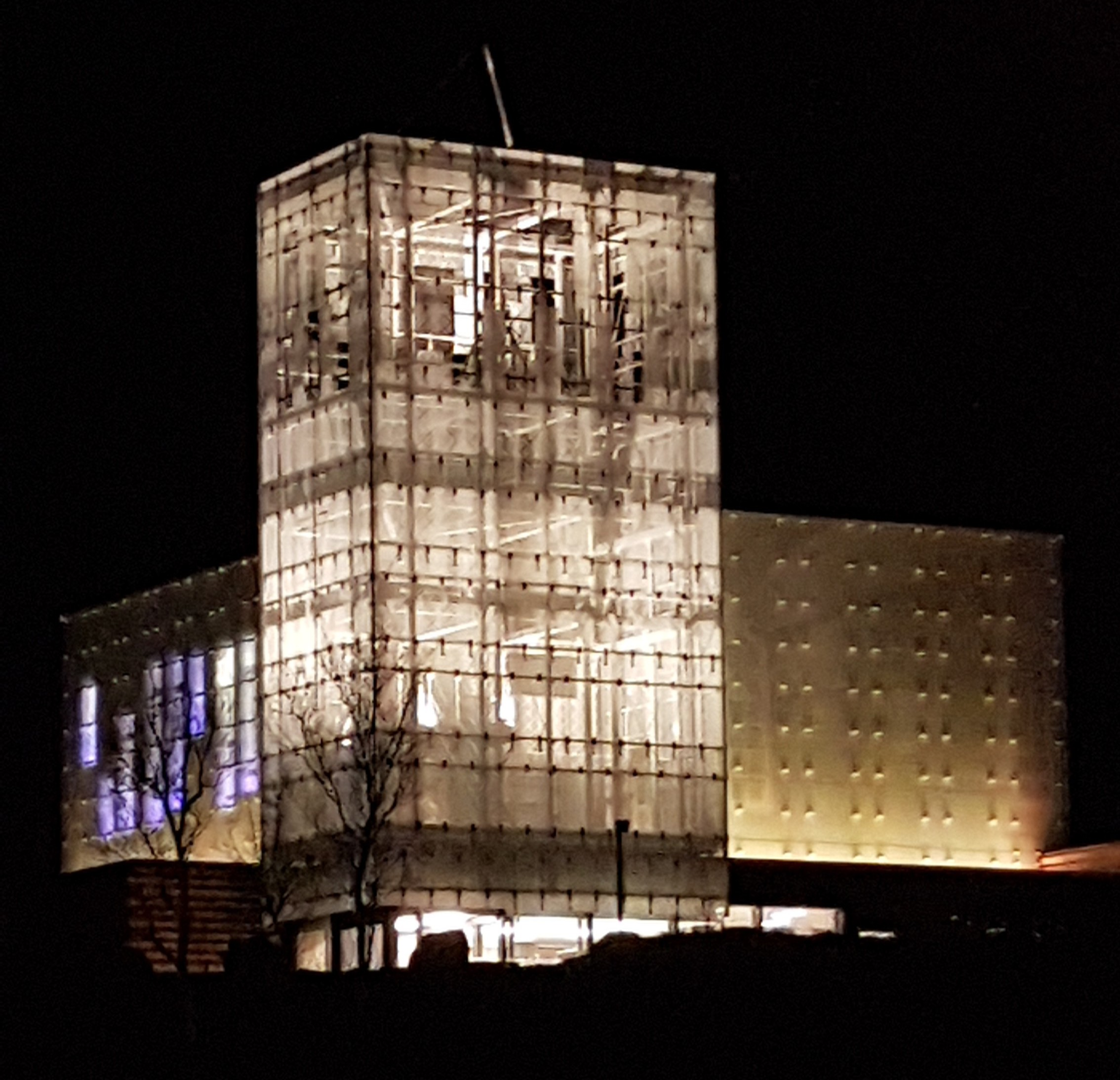
Nueva iglesia de Rørvik